# Moselotte
Pour les articles homonymes, voir Moselotte (homonymie).
La Moselotte  est une rivière française du département des Vosges, dans l'ancienne région Lorraine, dans la nouvelle région Grand Est. C'est un affluent droit direct de la Moselle, donc un sous-affluent du Rhin.

## Géographie

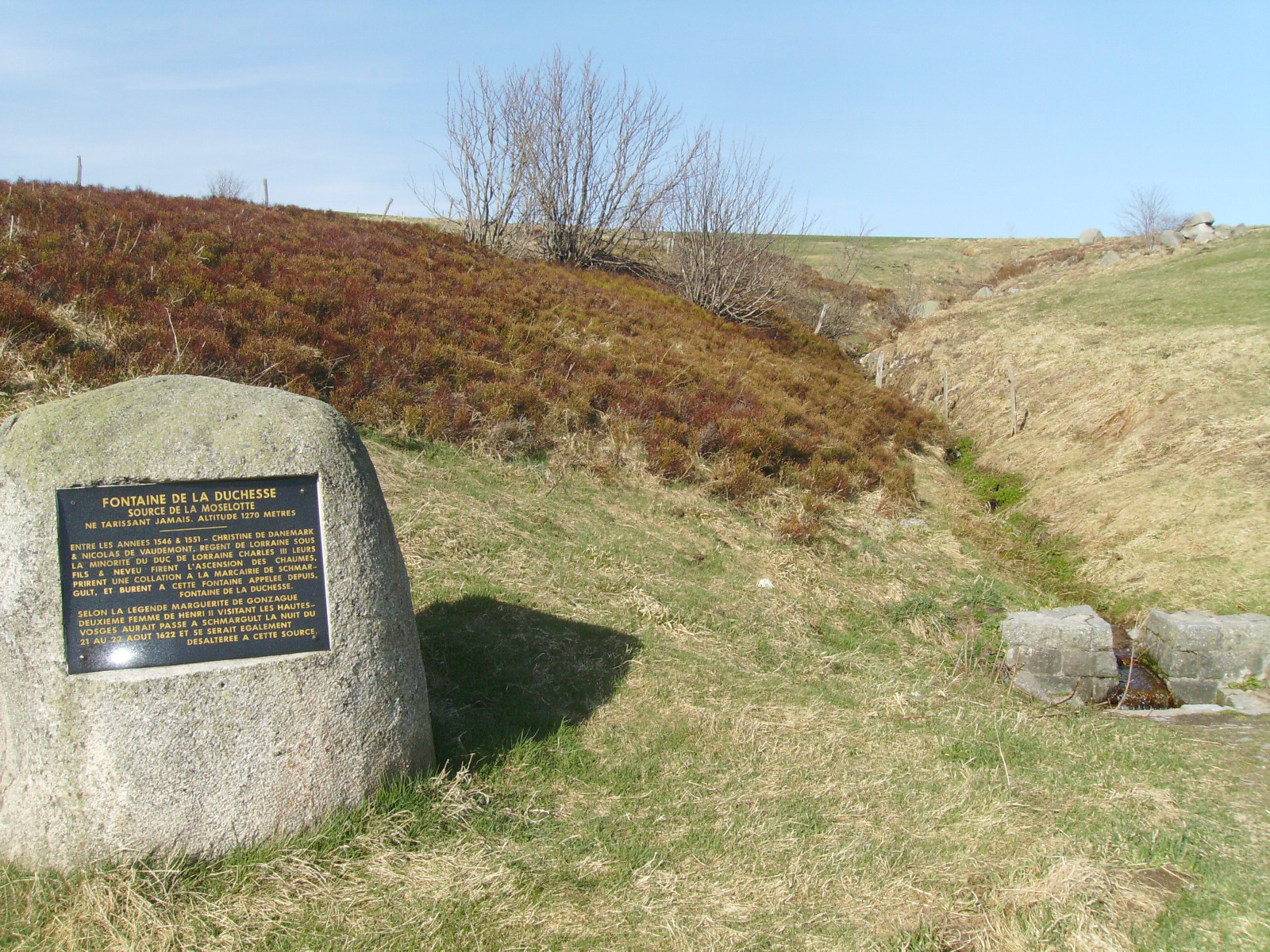
La Fontaine de la Duchesse (source de la Moselotte).

La Moselotte, qui signifie en dialecte roman la petite Moselle, naît dans le massif des Vosges à la fontaine de la Duchesse, à 1 280 m d'altitude, sous le Pâquis des Hautes Fées à l'ouest du sommet du Hohneck. Elle est localement dénommée goutte de la Duchesse entre sa source et le confluent avec le ruisseau du Chitelet. S'écoulant de l'ancienne vallée glaciaire de Vologne, nommée autrefois colline de Vologne, elle emprunte l'ancienne vallée glaciaire de La Bresse qui se prolonge de façon sinueuse au sein du massif vosgien : d'abord vers le sud-ouest puis le sud avant s'incurver vers l'ouest de Cornimont à Saulxures, obliquant ensuite vers le nord jusqu'au Syndicat, puis à nouveau de Saint-Amé à la grande vallée en aval de Remiremont, s'incurvant vers le sud puis vers l'ouest, avant de rejoindre en d'amples méandres la Moselle sur la commune de Saint-Étienne-lès-Remiremont à 384 m d'altitude. Surprise confirmée par des vues aériennes, la petite Moselle y paraît plus large que la Moselle. Ce qui prouverait que la Moselotte n'est qu'un diminutif affectueux ou patoisant. Sur les cartes anciennes, la partie du cours situé en amont de la Bresse était dénommée la Vologne, le nom de Moselotte apparaissant uniquement à l'aval du confluent avec le ruisseau du Chajoux.
Sa longueur est de 47,5 km, tandis que son bassin s'étend sur 357 km2.

### Communes et cantons traversés
Dans le seul département des Vosges la Moselotte traverse les neuf communes suivantes, d'amont en aval, de La Bresse (source), Cornimont, Saulxures-sur-Moselotte, Thiéfosse, Vagney, Saint-Amé, Le Syndicat, Dommartin-lès-Remiremont et Saint-Étienne-lès-Remiremont (confluence) face à la ville de Remiremont.
Soit en termes de cantons, la Moselotte prend source sur le canton de La Bresse, et conflue dans le canton de Remiremont, le tout dans l'arrondissement d'Épinal.

Vues historiques.
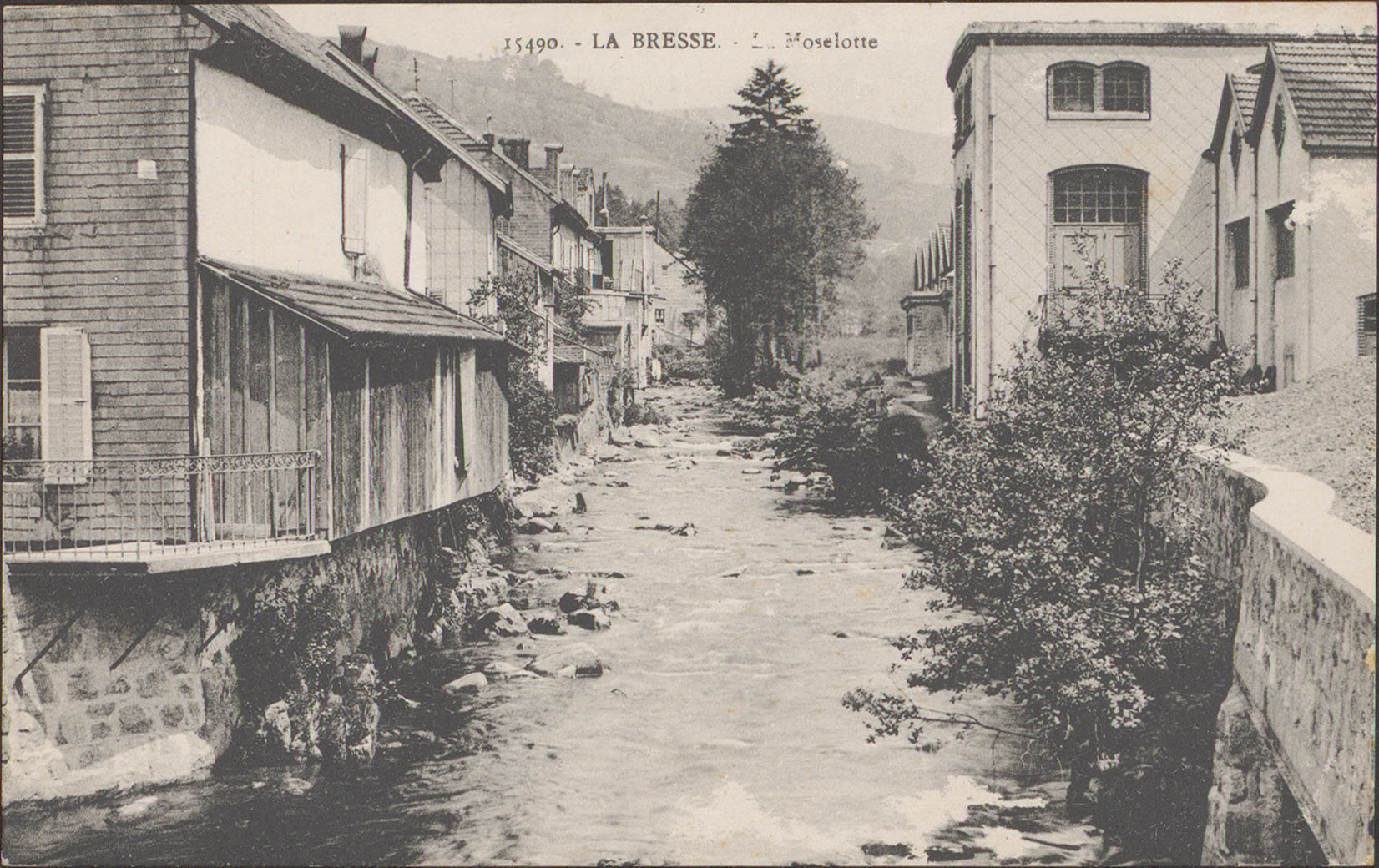
La Moselotte à La Bresse.
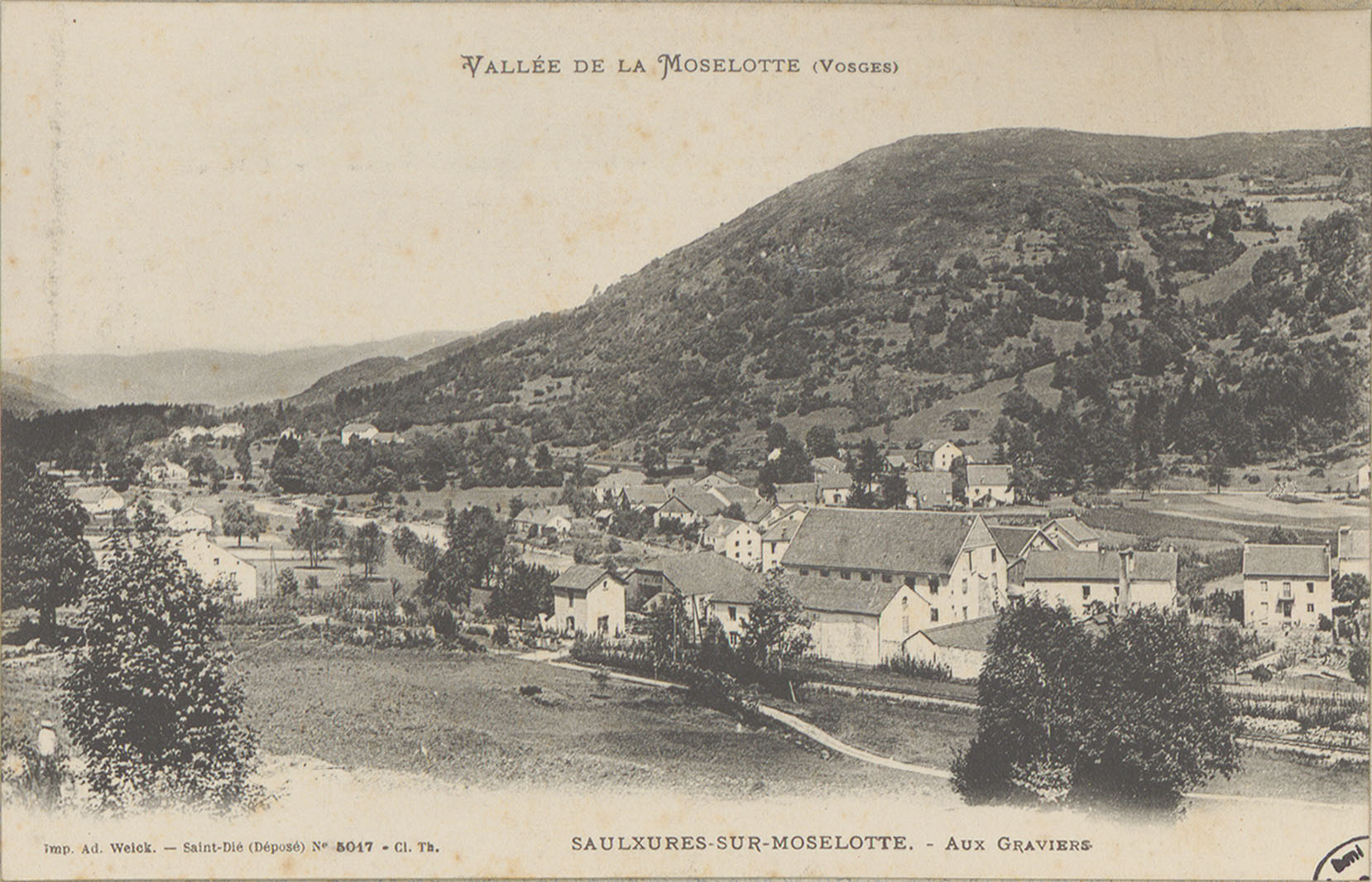
La vallée de la Moselotte à Saulxures.
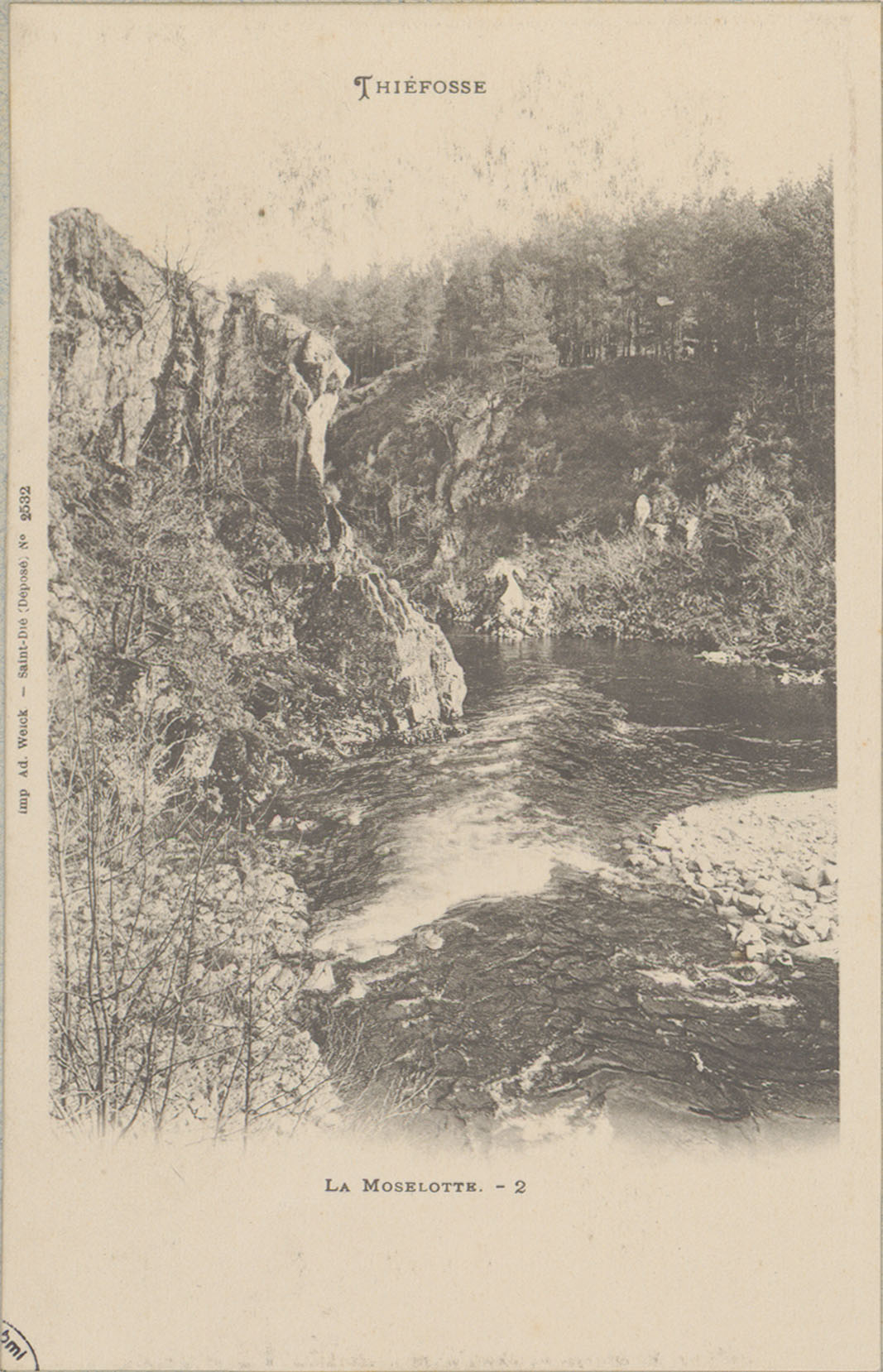
La Moselotte à Thiéfosse.

### Toponyme
La Moselotte a donné son hydronyme à la commune de Saulxures-sur-Moselotte, donc au canton de Saulxures-sur-Moselotte, ainsi qu'à la communauté de communes de la Haute Moselotte.

### Bassin versant
La Moselotte traverse neuf zones hydrographiques A410, A411, A412, A413, A414, A415, A416, A417, A418 pour une superficie totale de 357 km2. Ce bassin versant est constitué à 72,16 % de « forêts et milieux semi-naturels », à 23,11 % de « territoires agricoles », à 4,77 % de « territoires artificialisés ».

## Affluents
- Ruisseau du Chitelet (RD) 3,3 km sur la seule commune de La Bresse avec un affluent :
  - Ruisseau des Faignes sous Vologne (RD) 1,4 km sur la seule commune de La Bresse
- Ruisseau de Blanchemer (RG) 2,8 km sur la seule commune de La Bresse avec un affluent :
  - Ruisseau d'Artimont  (RD) sur la seule commune de La Bresse
- Goutte du Régit (RG) sur la seule commune de La Bresse
- Goutte de Machey (RG) 1,9 km sur la seule commune de La Bresse
- Goutte du Pré Georges (RD) sur la seule commune de La Bresse
- Goutte de la Vierge (RG) sur la seule commune de La Bresse avec un affluent :
  -  Goutte de la Vieille Montagne (RD) sur la seule commune de La Bresse
- Goutte du Pont d'Air (RD) sur la seule commune de La Bresse
- Goutte du Pré Guéry (RG) sur la seule commune de La Bresse
- Goutte de Séchemer (RG) sur la seule commune de La Bresse
- Goutte du lac des Corbeaux(RG) sur la seule commune de La Bresse
- Goutte des Betches ou Goutte des Brûleux (RD) sur la seule commune de La Bresse
- Goutte des Écorces (RG) sur la seule commune de La Bresse
- le Chajoux (RD) 7,7 km sur la seule commune de La Bresse avec douze affluents :

- la Grande Goutte (RD) sur la seule commune de La Bresse
- Goutte de la Louvière (RD) sur la seule commune de La Bresse
- Goutte des Bouchaux(RG) sur la seule commune de la Bresse
- Goutte du Brabant (RG) sur la seule commune de La Bresse
- Goutte du Reucy ou Goutte de la Basse des Faignes (RD) sur la seule commune de La Bresse
- Goutte du Raindé ou Goutte du Bas (RD) sur la seule commune de La Bresse
- Goutte du Couchetat (RG) sur les deux communes de La Bresse et Cornimont
- Goutte de Parfongoutte (col de la Croix des Moinats) (RD) sur la seule commune de Cornimont
- Goutte du Droit (RD) sur la seule commune de Cornimont
- le Xoulces (RG) sur la seule commune de Cornimont avec sept affluents :

- Ruisseau de Ventron (RG) 11,4 km sur les deux communes de Ventron et Cornimont avec six affluents :
  - Ruisseau des Vintergés (RG) 3,2 km sur la seule commune de Ventron avec deux affluents :
    - Ruisseau des Prés de l'Etang (RG) sur la seule commune de Ventron
    - Goutte du Collet  (RG) sur la seule commune de Ventron

  - Ruisseau de Fondronfaing (RG) sur la seule commune de Ventron
  - Goutte du Cuisinier ou Goutte des Buttes (RG)  alimentant la cascade du même nom sur la seule commune de Ventron avec deux affluents :
    - Goutte du Scouot sur la seule commune de Ventron
    - Goutte Briot sur la seule commune de Ventron

  - Rupt du Moulin (RD) 2,8 km sur la seule commune de Ventron
  - Goutte du Riant  (RG) sur la seule commune de Ventron
  - Ruisseau de Travexin (RG) 5,0 km sur les deux communes de Cornimont et Le Ménil avec deux affluents :
    - Rupt de la Sausse (RD) sur la seule commune de Le Ménil
    -  Goutte du Bonhomme  sur la seule commune de le Ménil
- Ruisseau de Ségey ou Goutte des Gottés (RD) sur les deux communes de Cornimont et Saulxures-sur-Moselotte
- Ruisseau du Géhant (RG) 2,0 km sur la seule commune de Saulxures-sur-Moselotte
- Ruisseau de Morbieux (RG) 2,5 km sur la seule commune de Saulxures-sur-Moselotte
- le Rupt de Bâmont (RD) sur la seule commune de Saulxures-sur-Moselotte
- Ruisseau des Amias (RD) 2,8 km sur la seule commune de Saulxures-sur-Moselotte
- Ruisseau de Grettery (RG) 2,9 km sur la seule commune de Saulxures-sur-Moselotte
- Ruisseau de l'Envers des Graviers  (RG) sur la seule commune de Saulxures-sur-Moselotte
- Ruisseau de l'Envers de Thiéfosse ou  Ruisseau des Charmes (RG) sur la seule commune de Thiéfosse
- Ruisseau du Droit de Thiéfosse (RD) 2,8 km sur la seule commune de Thiéfosse
- Ruisseau du Bambois ou Ruisseau des Fossés (RG) 2,5 km sur les communes de Vagney et de Thiéfosse
- Ruisseau de Crosery (RD) sur les communes de Basse-sur-le-Rupt, Vagney et de Thiéfosse
- Ruisseau de Basse sur le Rupt (RD) 8,2 km sur la seule commune de Basse-sur-le-Rupt avec cinq affluents :
  - Ruisseau de Presles sur la seule commune de Basse-sur-le-Rupt
  - Ruisseau de Neuve Grange sur la seule commune de Basse-sur-le-Rupt
  - Ruisseau des Plateaux (RD) sur les deux communes de Basse-sur-le-Rupt et Gerbamont
  - Ruisseau du Haut du Roc (RG) sur la seule commune de Basse-sur-le-Rupt
  - Goutte de la Malgrange (RG) sur la seule commune de Basse-sur-le-Rupt
  - Ruisseau des Trys (diffluence de 1,5 km) sur la seule commune de Basse-sur-le-Rupt
- Ruisseau du Solem (RG) 1,9 km sur la seule commune de Vagney
- Ruisseau de Demixard (RG) 2,5 km sur la seule commune de Vagneyavec un affluent :
  - Ruisseau des Pennecières (RG) 1,9 km sur les deux communes de Vagney et de Le Syndicat
- Goutte des Gasses (RG) sur la seule commune de Le Syndicat
- le Bouchot (RD) 18,1 km avec treize affluents :

- Ruisseau des Breux (RD) sur la seule commune de Vagney
- Ruisseau de Lémont ou Rupt de Bugne (RD) sur la seule commune de Vagney avec un affluent :
  - Ruisseau de Vixard sur la seule commune de Vagney
- la Cleurie (RD) 19 km avec quinze affluents :

- Ruisseau de Meyvillers  (RD) 2,7 km sur la seule commune de Saint-Amé
- Ruisseau de Franould (RG) 4,9 km sur la seule commune de Dommartin-lès-Remiremont
- Ruisseau de Pont (RG), bras divergeant de la Moselle sur la seule commune de Dommartin-lès Remiremont

Le rang de Strahler s'établit donc à quatre.

## Hydrologie

### La Moselotte à Vagney

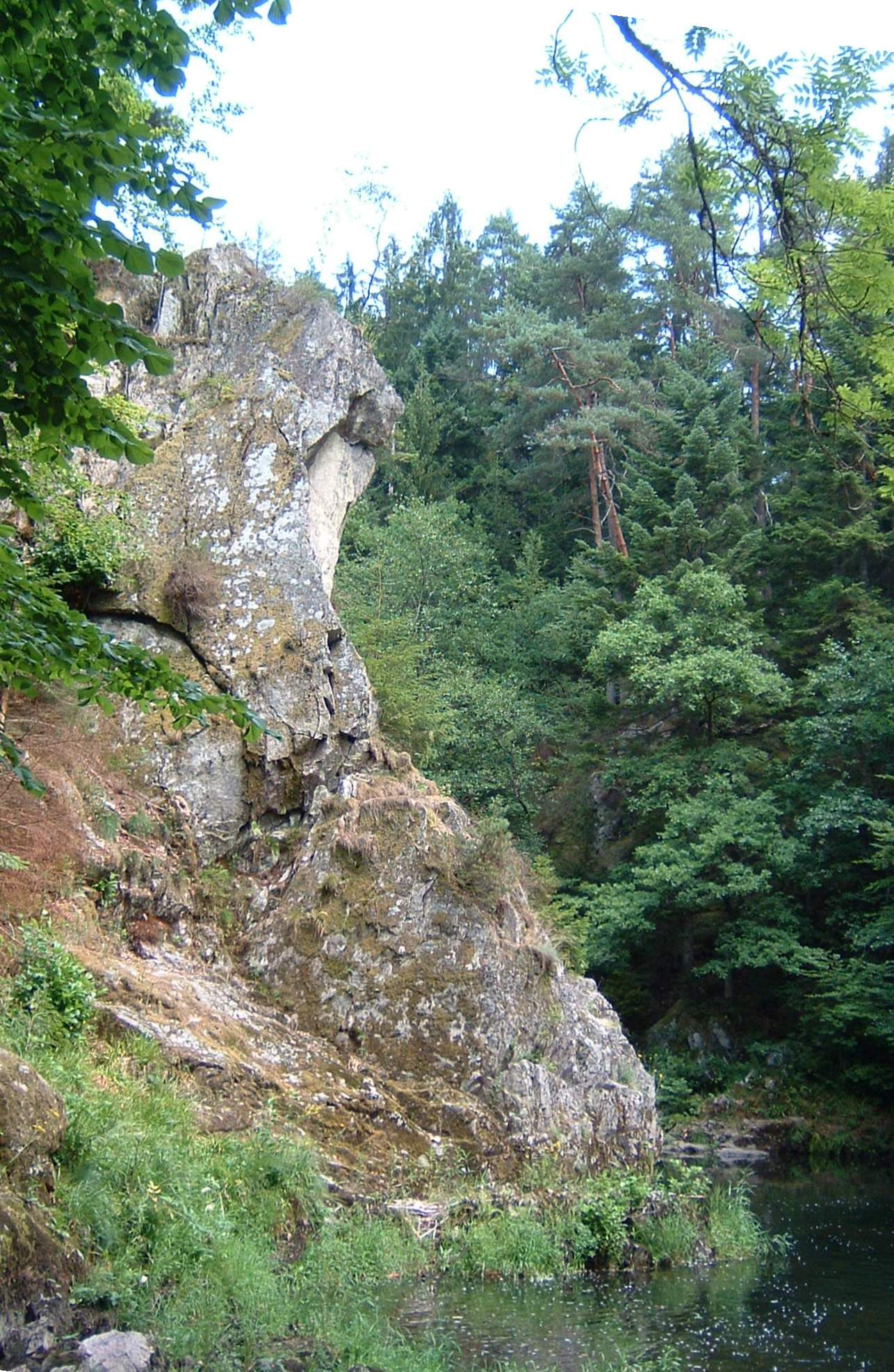
La gorge de Croséry à Thiéfosse.

Comme la plupart des autres cours d'eau des Vosges, la Moselotte est une rivière très abondante. Son débit a été observé durant une période de 40 ans (1967-2006), à Vagney (au lieu-dit Zainvillers), localité située 11 km en amont de son confluent avec la Moselle. Le bassin versant de la rivière y est de 187 km2 soit 53 % de sa totalité et correspond à la moitié supérieure de ce cours d'eau.
Le module de la rivière à Vagney est de 8,54 m3/s.
La Moselotte présente des fluctuations saisonnières de débit assez marquées, avec une période de hautes eaux d'hiver-printemps portant le débit mensuel moyen à un niveau situé entre 10,8 et 13,2 m3/s, de novembre à avril inclus (avec un maximum en décembre). Dès le début de mai, le débit diminue rapidement pour aboutir à la période des basses eaux qui se déroule de juillet à septembre, avec une baisse du débit moyen mensuel allant jusqu'à 3,06 m3 au mois d'août, ce qui n'est pas extrêmement sévère pour un cours d'eau de cette taille. Cependant, les fluctuations de débit peuvent être plus importantes selon les années et sur des périodes plus courtes.

### Étiage ou basses eaux
À l'étiage, c'est-à-dire aux basses eaux, le VCN3, ou débit minimal du cours d'eau enregistré pendant trois jours consécutifs sur un mois, en cas de quinquennale sèche, peut chuter jusque 0,370 m3, soit 370 litres par seconde, ce qui est assez sévère, mais correspond à la moyenne des cours d'eau du bassin de la Moselle.

### Crues
Les crues peuvent être importantes compte tenu de la petitesse du bassin versant (187 km2 seulement). Les QIX 2 et QIX 5 valent respectivement 97 et 110 m3/s. Le QIX 10 est de 120 m3/s, le QIX 20 de 130 m3/s, tandis que le QIX 50 se monte à 150 m3/s.
Le débit instantané maximal enregistré à Vagney durant cette période, a été de 121 m3/s le 15 février 1990, tandis que le débit journalier maximal enregistré était de 108 m3/s le même jour. Si l'on compare la première de ces valeurs à l'échelle des QIX de la rivière, l'on constate que cette crue était à peine d'ordre décennal, et donc destinée à se reproduire fréquemment.
Le débit de la Moselotte à Vagney atteint 182,9 m3/s le 29 janvier 2021 puis un pic à 189,7 m3/s le 3 février 2021 à la suite de fortes pluies et d'un redoux ayant entraîné la fonte d'une grande partie du manteau neigeux.

### Lame d'eau et débit spécifique
Au total, la Moselotte est une rivière extrêmement abondante, dans son cours supérieur. La lame d'eau écoulée dans cette partie de 53 % de son bassin versant est de 1 445 millimètres annuellement, ce qui est extrêmement élevé pour la moitié nord de la France, et plus de quatre fois plus élevé que la moyenne du pays. C'est aussi trois fois supérieur à la moyenne du bassin français de la Moselle. Le débit spécifique de la rivière (ou Qsp) atteint de ce fait le chiffre très important de 45,7 litres par seconde et par kilomètre carré de bassin.

### Au confluent avec la Moselle
Le module de la rivière au confluent de la Moselle vaut 13,7 m3/s pour un bassin versant de 356 km2. La lame d'eau écoulée dans son bassin est de 1 214 millimètres, ce qui est vraiment très élevé, non seulement largement supérieur à celle de la moyenne de la France (plus de trois fois), tous bassins confondus, mais aussi à la moyenne du bassin français de la Moselle. En effet, la lame d'eau de la Moselle à Hauconcourt, localité située un peu en aval de la ville de Metz, près de sa sortie du territoire français s'élève à 445 millimètres. Le débit spécifique ou Qsp de la Moselotte se monte de ce fait à 38,5 litres par seconde et par kilomètre carré de bassin. C'est avec le débit spécifique du Breuchin (affluent de la Lanterne, donc sous-affluent de la Saône), issu d'ailleurs de la même région, un record pour le tiers nord de la France.
Au confluent de la Moselle, la Moselotte est nettement plus abondante que cette dernière (13,7 m3 contre 9,3 ).

## Qualité de l'eau
Alors qu'en 2005, la qualité de l'eau de la Moselotte était qualifiée de « bonne », la situation s'est un peu dégradée en 2006. De ce fait, l'Agence de l'Eau Rhin-Meuse n'attribuait à l'eau de la rivière, analysée au niveau de Vagney, que la qualité de « passable » (catégorie 2) en lieu et place de « bonne » (catégorie 1B). La raison en est un taux de saturation en oxygène en forte baisse (passage brusque de 76 à 69 % de 2005 à 2006), niveau lui aussi qualifié de « passable ». La demande chimique en oxygène (DCO), avec 6,5 milligrammes par litre en 2006, recueillait encore la mention « bonne ». Quant à la teneur en ion ammonium ou NH4+, elle se situait au niveau de 0,09 mg/litre, qualifié d' « excellent ».

## Aménagements hydroélectriques
Le bassin versant de la Moselotte et ses affluents par l'abondance de son débit, possède une grande concentration d'aménagements hydroélectriques outre les lacs de barrage exploités par le régie communale d'électricité de la Bresse on dénombre 8 aménagements au fil de l'eau entre la Bresse et Cornimont.

## Atouts économiques

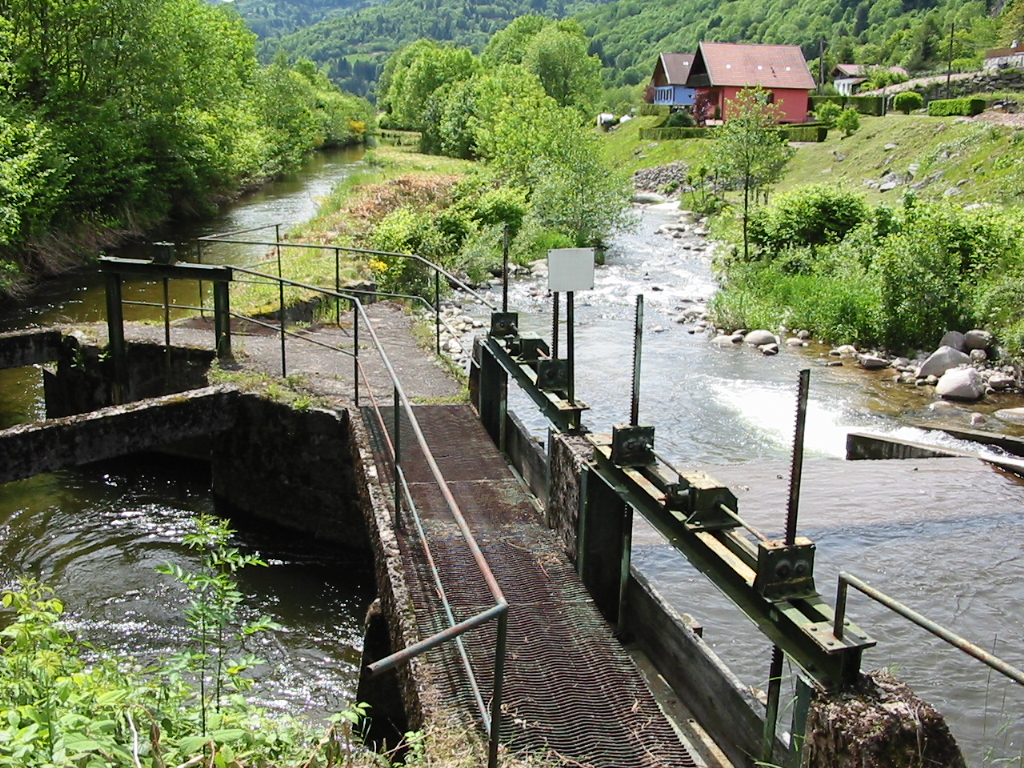
Dérivation alimentant une turbine au Bas de La Bresse. Le lit principal a été doté d'un ascenseur à truites.

Très peuplée en truites, la rivière a inspiré un progrès décisif de la pisciculture, l'invention de la reproduction artificielle par Joseph Remy et Antoine Géhin au XIXe siècle. Le bassin de la Moselotte est aussi le plus dense du monde en petits barrages hydroélectriques, pour les moulins, scieries, filatures et tissages qui jalonnent la rivière et ses affluents.

## Les lacs

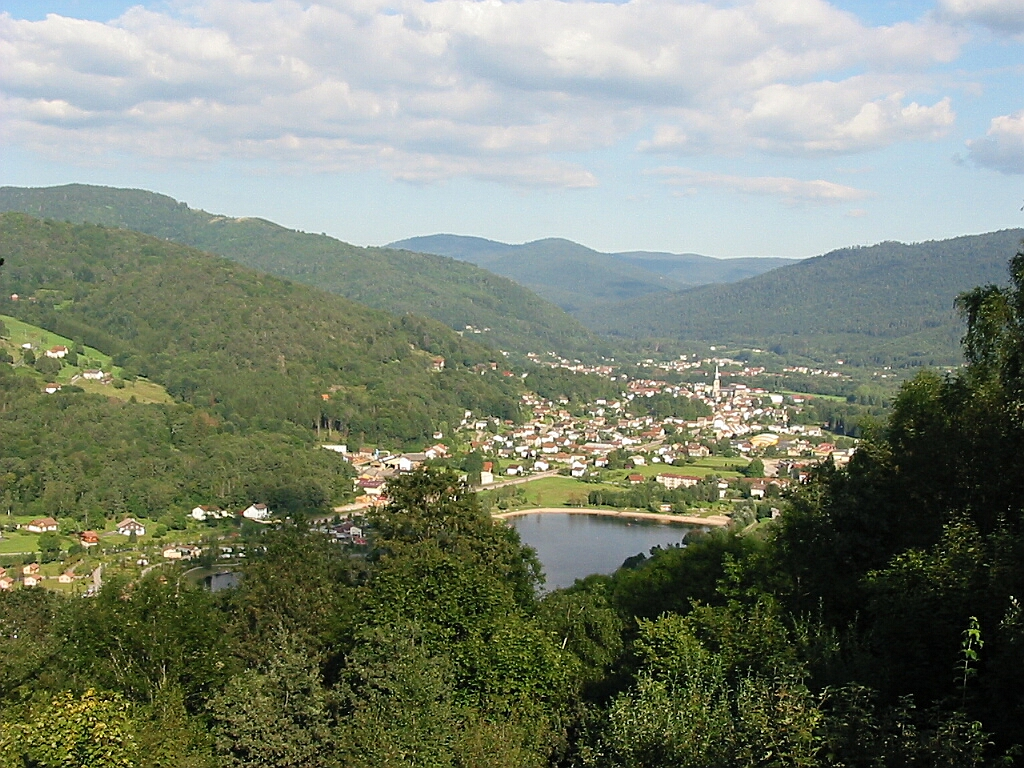
Saulxures-sur-Moselotte : le lac de la Moselotte.

Le bassin versant de la Moselotte compte de nombreuses retenues naturelles mais souvent rehaussées par un petit barrage : lac de Blanchemer, lac de Lispach, lac des Corbeaux…
Depuis 1983, un barrage d'altitude au pied du Kastelberg a généré le lac de la Lande. Il recueille les eaux de plusieurs sources par conduites forcées et fournit son énergie à la commune de La Bresse.
À l'entrée aval de Saulxures, une retenue de 9,6 hectares a été aménagée en 1998 sous le nom de lac de la Moselotte et s'entoure d'une base de loisirs.

## Patrimoine - Curiosités - Tourisme
Une ligne de chemin de fer parcourait jadis la vallée de la Moselotte entre Remiremont et Cornimont. Elle est aujourd'hui transformée en voie verte et remplacée par un service de bus TER Lorraine (ligne 9), prolongée jusqu'à La Bresse.
- La Bresse : Localité détruite durant la seconde guerre mondiale. Station climatique d'été et surtout d'hiver. Centres de vacances. Massif du Schlucht-Hohneck (Site Inscrit). Lacs de Lispach (Site Inscrit), de Blanchemer, des Corbeaux, fontaine de la Duchesse à 1 270 mètres d'altitude, étang de Machais. Pêche, sports nautiques, randonnées, chasse. Sports d'hiver, ski de fond, ski de randonnée. Camping-caravaning. Fermes-auberges de montagne. Complexe sports-loisirs.

- Cornimont : Station climatique d'été. Réserve naturelle nationale du Massif du Grand Ventron de 16,5 km2, établie en 1989 et s'étendant sur 5 communes. Forêt de hêtres et de sapins. Cascade du Bacion, et la cascade du Boutcha, sur la Goutte du Requeteux.  Chasse, pêche, randonnées. Stade et équipements sportifs.

- Saulxures : Château du XIXe siècle de style classique et ses dépendances. Forêts du Géhan et de Longegoutte. Gorge de Mainqueyon. Panoramas : Tête des Cerfs, Haut-du-Roc (site classé). Pêche, chasse, randonnées en forêt. Centre de vacances.

- Thiéfosse : Église Saint-Antoine du XVIIIe siècle. Belles butes de granit. Gorge de Croséry sur la Moselotte. Forêts. Pêche, chasse, randonnées pédestres. Centre hippique.

- Saint-Amé : localité située au confluent de la Moselotte et de la Cleurie. Site archéologique du Saint-Mont, oppidum gallo-romain et monastère colombanien fondé par saint Amé et saint Romary au VIIe siècle. Église typique du XVIIIe siècle. Château de Celles du début du XVIIIe siècle. Fermes vosgiennes typiques datant du XVIIe au XIXe siècle. Pont des Fées.

- Remiremont : Ville située à proximité de la confluence de la Moselle et de la Moselotte. Riche patrimoine. Ancienne abbatiale Saint-Pierre du XIIIe siècle (Monument Historique), crypte du XIe (Monument Historique), Vierge du trésor en bois du XIIe siècle, retable du XVIIe, statues des XIVe et XVIIIe siècles, stalles, grilles etc. Chapelle de la Madeleine d'une ancienne léproserie avec nef du XIIe (inscrit Monument Historique et Site Inscrit). Église Saint-Remi (inscrit Monument Historique). Palais abbatial de 1752 (Monument Historique), bel ensemble architectural de l'ancienne abbaye avec cour, jardin, place de l'Abbaye, place de Mesdames, place de l'Église (Site inscrit). Arcades de la Grande-Rue (Site Inscrit). Nombreuses fontaines dont une dizaine inscrites ou classées. Musée Charles-Friry et musée municipal. Étang de la Demoiselle. Station climatique d'été. Centre de villégiature. Centre équestre. Équipements sportifs, promenades, chasse, pêche. Camping.